# 3143 Genecampbell
3143 Genecampbell је астероид главног астероидног појаса са средњом удаљеношћу од Сунца која износи 2,845 астрономских јединица (АЈ).
Апсолутна магнитуда астероида је 12,6.